# Кигаш (станция)
Кигаш — железнодорожная станция Астраханского региона Приволжской железной дороги. Расположена на территории Красноярского района Астраханской области.
С 2013 года является передаточной между Приволжской железной дорогой и сетью Казақстан Темір Жолы. До этого она принадлежала КТЖ.